# Palazzo Artale

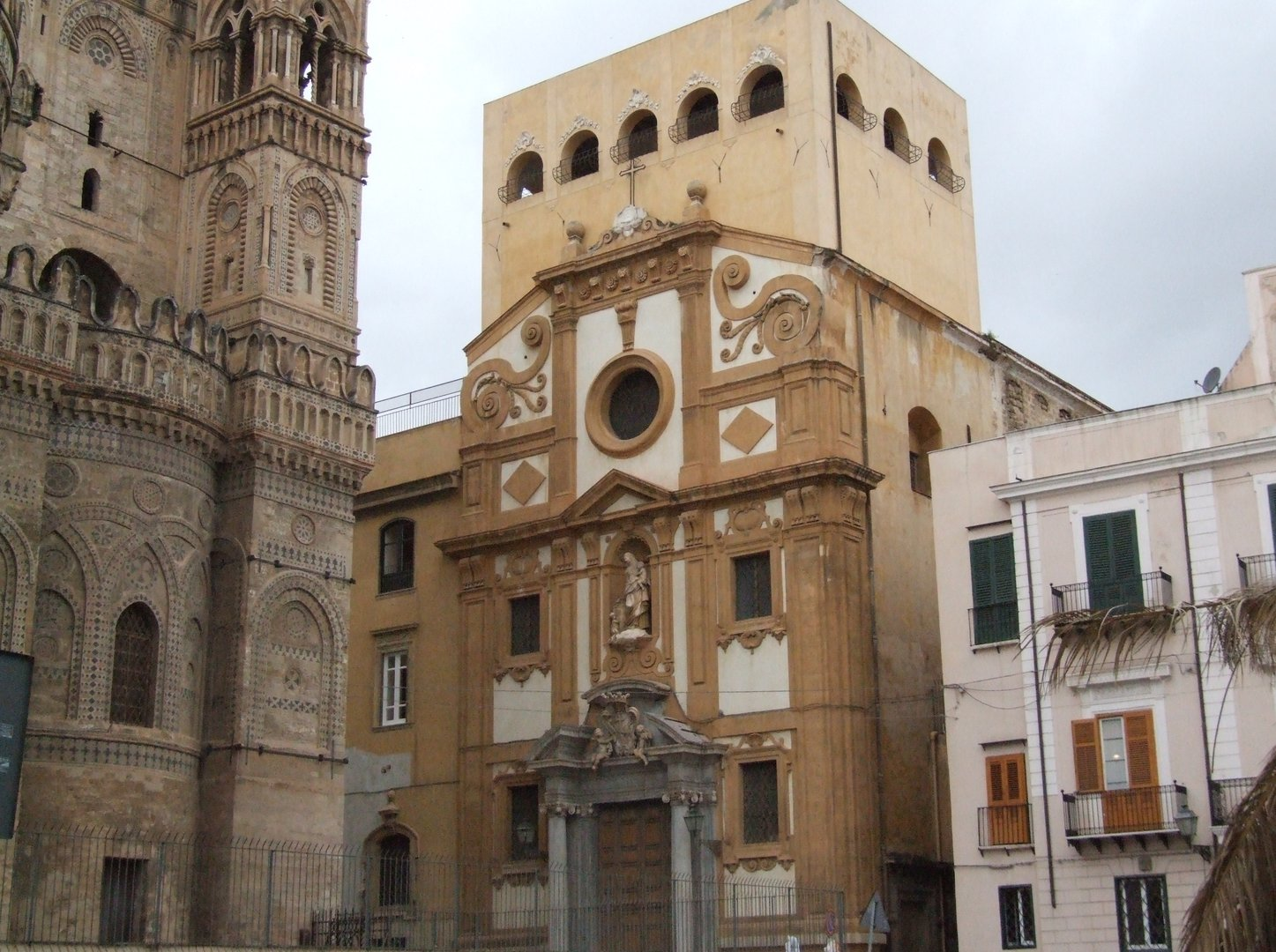
Parziale veduta del prospetto adiacente alla Badia Nuova, di fronte alle absidi della cattedrale.

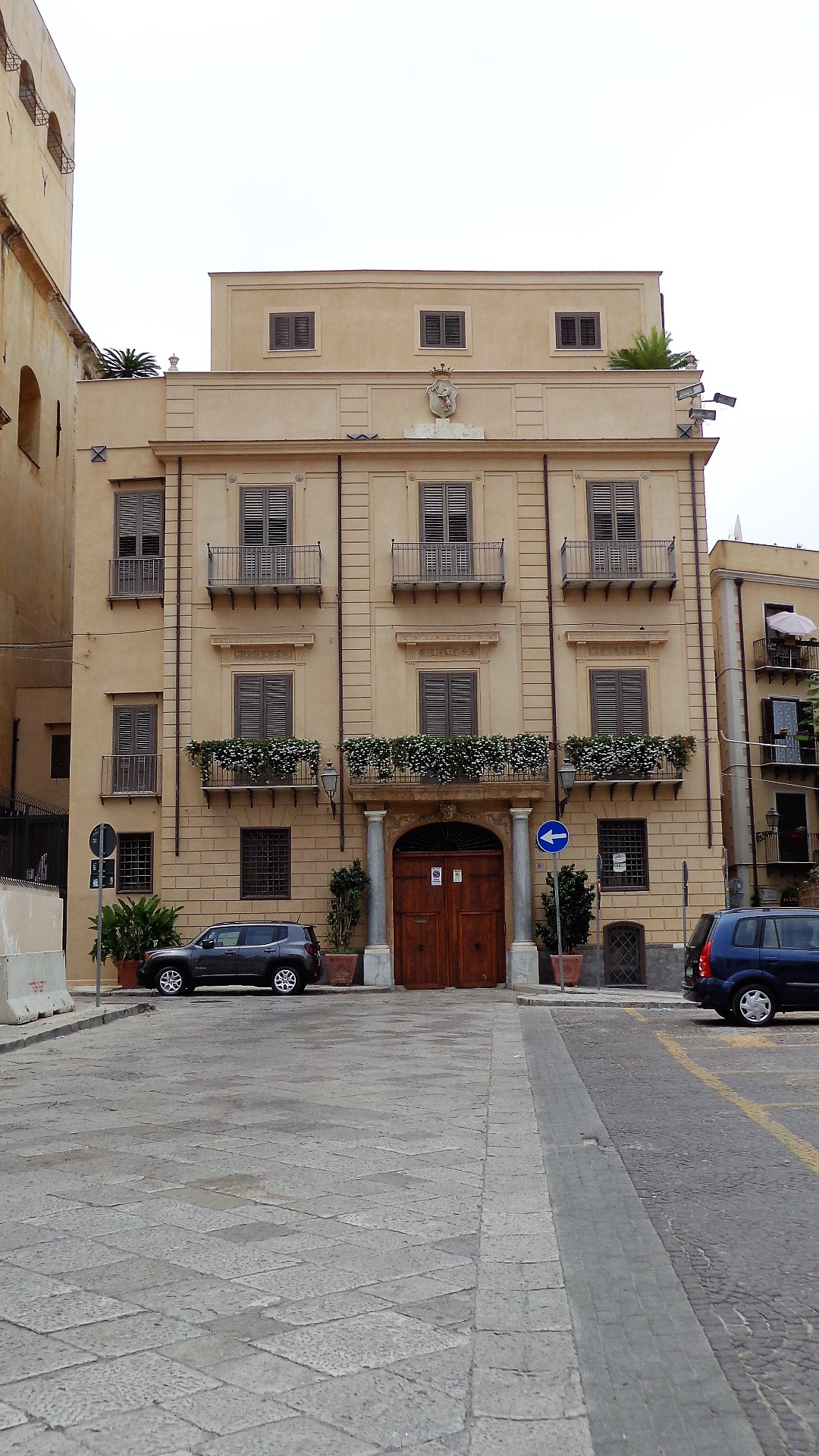
Prospetto.

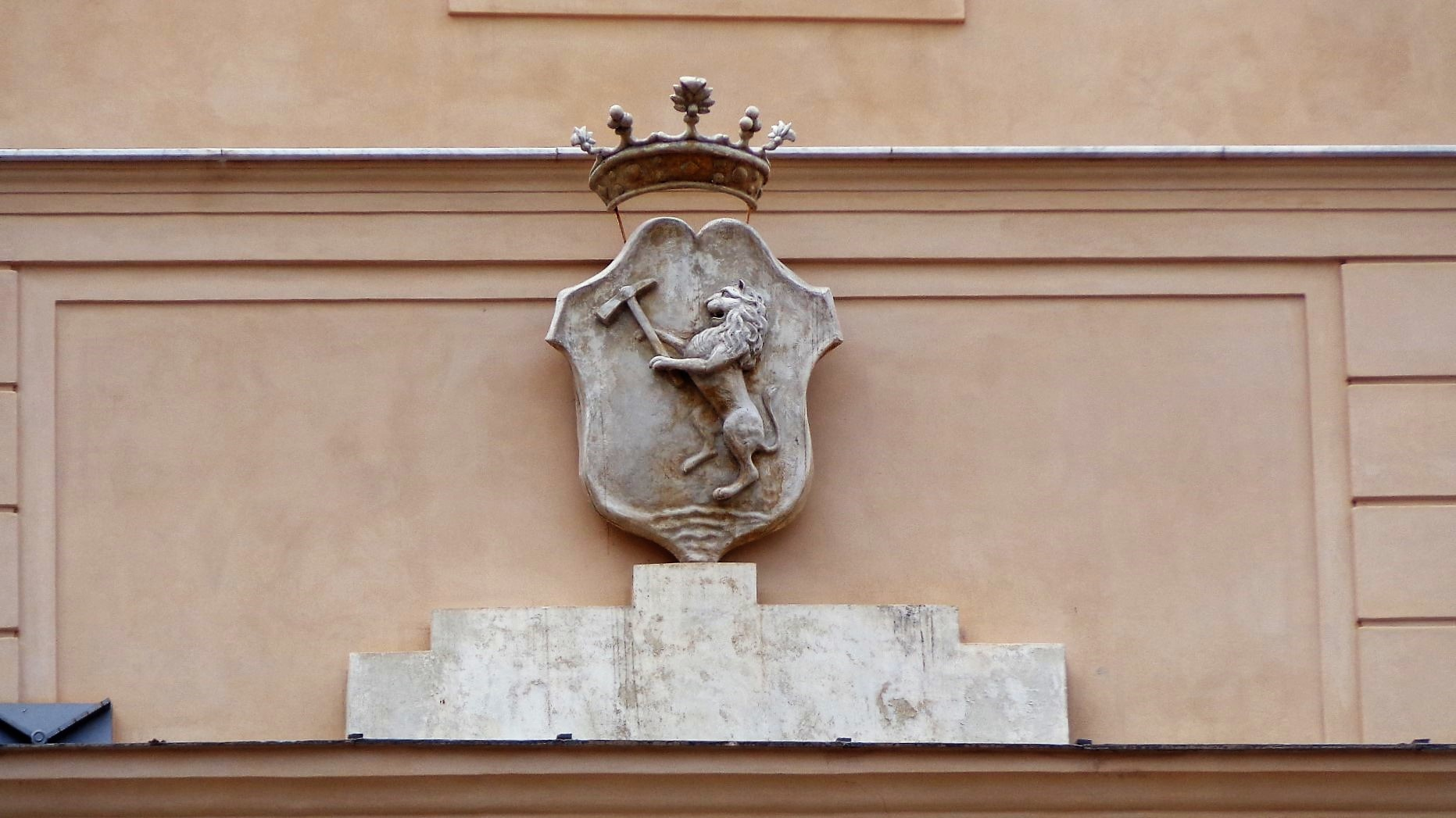
Stemma.

Il Palazzo Artale è un edificio patrizio del XVII secolo, ubicato in Piazza Sett'Angeli, nel mandamento Monte di Pietà a Palermo.
Il monumento di particolare interesse architettonico, artistico e storico, presenta il prospetto contiguo alla «Badia Nuova» su via Incoronazione, di fronte alle absidi della cattedrale, e affaccio laterale su via Simone di Bologna. Le indicazioni storiche fanno riferimento alle denominazioni topografiche di salita o vicolo Artale e salita o vicolo Ramirez.

## Storia
L'edificio fu costruito nel XVII secolo come residenza di Giuseppe Artale e Pocobelli, marchese di Collalta, in seguito transitato alla nobile famiglia Tumminello.

### XX secolo
Nel 1906 fu sede dell'Istituto musicale «Luigi Maria Cherubini».

### Epoca contemporanea
Oggi, interamente ristrutturato (2012 - 2013), è sede di residenze private e strutture ricettive.

## Stile
La costruzione presenta quattro livelli, di cui tre elevazioni oltre il pianoterra, un piano nobile ubicato al primo livello, un corpo dai volumi ridotti con ampio terrazzo sulla cui recinzione, nella partizione centrale del prospetto, spicca lo stemma coronato del casato, blasone raffigurante un leone rampante tenente fra le zampe anteriori un piccone (martello).
Il portale ad arco con pietra di volta arricchita da mascherone, è abbellito da colonne ioniche su plinti a sostegno del balcone centrale.
I saloni e gli ambienti del piano nobile presentano volte affrescate e fastosi arredamenti.

## Istituto musicale
L'Istituto musicale femminile «Luigi Maria Cherubini» nasce nel 1906 sotto il patrocinio della duchessa Beatrice Mantegna Ganci dell'Arenella, nobildonna famosa per le feste che organizzava con il marito Giuseppe Valguarnera, per raccogliere fondi di beneficenza tra la folta aristocrazia palermitana e isolana nel fastoso periodo della Belle Époque siciliana (Veglioni di Carnevale, feste e balli in maschera e/o costume a tema).
Istituzione con sede ubicata alla fine della salita Ramirez lungo la salita Artale, nel palazzo omonimo. Sul prospetto campeggia ancora l'insegna dipinta che attesta la presenza dell'istituto. Nel volgere di pochi anni (1911c.) la sede della scuola è spostata in via Celso 67, aggregandola al liceo musicale femminile «Alessandro Scarlatti» di via Lungarini 60.
Le classi d'insegnamento comprendevano studi di violino, pianoforte, arpa, canto, la divisione armonia, contrappunto, la storia e l'estetica della Musica.